# Praeanthropus
Praeanthropus è un genere individuato da alcuni studiosi per indicare specie ancestrali di ominidi estinti imparentate con gli australopitechi.
Il termine venne introdotto inizialmente come genere a cui ascrivere le specie Praeanthropus garhi e Praeanthropus afarensis, poi dimostratesi Australopithecus afarensis. Il nome deriva dalla combinazione del prefisso latino prae- ("prima") con la parola greca ἄνθρωπος (anthrōpos, "uomo") con riferimento al fatto che tutte le specie del genere sono vissute prima della comparsa del genere Homo.

## Tassonomia
Comprende le seguenti specie:
- Praeanthropus anamensis
- Praeanthropus africanus
- Praeanthropus bahrelghazali
- Praeanthropus tugenensis

Gli studiosi che non accettano il genere Praenthropus considerano le prime tre specie appartenenti al genere Australopithecus, la quarta al genere più arcaico Orrorin.